# كريبية بسيطة
كريبية بسيطة (الاسم العلمي:Craibia simplex) هي نوع من النباتات يتبع جنس الكريبية من الفصيلة البقولية.